# 似夏
《似夏》是周深为《岁岁青莲》演唱的主题曲及片头曲，于2023年11月1日作为单曲发布。此曲获得全球华语歌曲排行榜周榜冠军，及酷狗音乐。酷我音乐五个榜单的日榜冠军。

## 背景和风格
《岁岁青莲》是一部2023年中国大陆架空古装剧。周深演唱的《似夏》是其主题曲，并作为片头曲播出。2023年11月1日在音乐平台作为单曲发布，11月6日收录于《岁岁青莲 影视剧原声带》。11月13日歌曲MV发布，由剧中情景剪辑而成。
酷狗音乐评论：“旋律三段转折配合周深充满层次的表达”“升华出年岁流转的故事背景”。

## 创作者
以下内容整理自QQ音乐：
- 演唱：周深
- 词：林乔/刘恩汛
- 曲：张宏
- 编曲：三桂
- 制作人：陈诗牧
- 配唱制作人：徐威
- 吉他：崔磊
- 弦乐监制：李朋
- 弦乐：国际首席爱乐乐团
- 合声编写：徐威/周深
- 合声：周深
- 录音工程师：徐威
- 录音室：上海V-Studio
- 弦乐录音师：王小四
- 弦乐录音室：金田录音棚
- 混音工程师：时兵
- 混音室：Push Studio
- 母带处理：时兵
- 母带处理室：Push Studio
- 音乐统筹：王金贺
- 出品公司：仁溪音乐
- 出品人：何倩

## 排行榜
以下榜单中未单独标注的榜单参考周深_星星播报站搜集的各音乐平台APP截屏：

| 日榜（2023年）             | 峰值 |
| -------------------------- | ---- |
| 中国（酷狗音乐内地榜）     | 1    |
| 中国（酷我音乐飙升榜）     | 1    |
| 中国（酷我音乐新歌榜）     | 1    |
| 中国（酷我音乐影视金曲榜） | 1    |
| 中国（酷我音乐电视歌曲榜） | 1    |
| 中国（酷我音乐流行趋势榜） | 2    |
| 中国（酷狗音乐飙升榜）     | 6    |
| 中国（QQ音乐飙升榜）       | 6    |

| 周榜（2023年）                   | 峰值 |
| -------------------------------- | ---- |
| 全球华语区（全球华语歌曲排行榜） | 1    |
| 中国（QQ音乐影视金曲榜）         | 5    |
| 中国（腾讯音乐由你榜）           | 14   |